# Personaggi di Winnie the Pooh

Uffa, Pooh, Pimpi, Tigro, Ih-Oh, Ro e Tappo nel finale dell'episodio Asino per un giorno della serie Le nuove avventure di Winnie the Pooh.

Elenco dei personaggi comparsi nella serie di romanzi, di racconti e di film della serie Winnie the Pooh.

## Winnie the Pooh
Winnie the Pooh è un orsacchiotto di pezza che trascorre le sue giornate principalmente mangiando miele e componendo poesie; vive in una vecchia quercia e sulla sua porta è affisso un cartello con scritto "Mr. Sanders" (o meglio la più comune versione storpiata "Mr. Sanderz"); viene fatto notare che Pooh abita "sotto il nome di Sanders" anche se non risulta affatto chiamarsi "Sanders".
Il nome del personaggio deriva da quello di un orsacchiotto di pezza di proprietà di Christopher Robin Milne, figlio dell'autore. Inizialmente l'orsacchiotto di Christopher era chiamato "Edward" (nome a cui fa riferimento anche l'incipit del libro). In seguito Christopher fu portato dal padre a visitare lo zoo di Londra, dove si trovava in quel periodo "Winnipeg", una cucciola d'orso che un ufficiale veterinario canadese di nome Colebourn aveva acquistato durante la prima guerra mondiale e poi donato allo zoo.[8] L'orsetta era diventata rapidamente la beniamina dei bambini londinesi, che l'avevano ribattezzata "Winnie"; Christopher Robin si entusiasmò a tal punto che volle tornare numerose volte allo zoo per vederla e alla fine ribattezzò Winnie il proprio orsacchiotto. Milne iniziò allora a raccontare al figlio fiabe della buonanotte che vedevano Winnie protagonista. Da queste fiabe ebbe origine il nucleo di narrazioni su cui poi Milne basò la propria fortunata opera.
Il nome Pooh, invece, sarebbe il nome di un cigno incontrato da Christopher in un'altra occasione. Nel primo capitolo di "Winnie-the-Pooh" Milne spiega perché Winnie the Pooh è spesso chiamato semplicemente "Pooh":
Gli altri pupazzi di Christopher stimolarono la fantasia di Milne e ben presto il mondo di Winnie si popolò di nuovi amici: Ih-Oh l'asino, Pimpi il maialino, Tigro la tigre, mamma-canguro Kanga ed il suo piccolo Ro. Il coniglio Tappo ed il gufo Uffa sono invece prodotti della fantasia di Christopher e del padre, mentre il geomide De Castor è un personaggio completamente inventato da Walt Disney. Il fatto che Winnie the Pooh sia un giocattolo animato non viene mai menzionato esplicitamente nei lavori di Milne, ma risulta evidente dalle illustrazioni originali di Ernest Howard Shepard (che lo ritraggono come un orsacchiotto di pezza, con tanto di cuciture) e dal rapporto particolare che lega Pooh e Christopher.

## Christopher Robin
Christopher Robin era il nome del figlio dell'autore dei libri di Winnie the Pooh, lo scrittore inglese Alan Alexander Milne, che raccolse le storie sul figlio e sull'amato orsacchiotto Edward (ribattezzato Winnie the Pooh) nei libri Winnie Puh e La strada di Puh, dei quali Christopher Robin era l'indiscusso protagonista.
Nei libri è un ragazzino ed uno dei migliori amici di Winnie-the-Pooh. I suoi altri amici sono Ih-Oh, Kanga e Roo, Tappo, Pimpi, Uffa e Tigro. Nel secondo libro, ci sono indizi che Christopher Robin sta crescendo. Nel capitolo finale, gli abitanti del Bosco dei Cento Acri gli organizzano una festa d'addio dopo aver appreso che deve lasciarli presto. È implicito che frequenterà il collegio; Christopher Robin Milne, per il quale le storie sono state originariamente sviluppate, ha lasciato la casa per frequentare la Stowe School all'età di 9 anni.[1]
Oltre a entrambi i libri di Pooh, il personaggio è stato immortalato in altre opere di AA Milne, inclusi due libri di poesie: Winnie the Pooh: Quando eravamo davvero giovani (1924) e Winnie the Pooh: Ora abbiamo sei anni (1927). Un arrangiamento di una delle poesie, Buckingham Palace, fu registrato per la prima volta da Ann Stephens nel luglio 1941.[2] Petula Clark ne pubblicò una registrazione nel 1953 in concomitanza con l'incoronazione della regina Elisabetta II, e nonostante nessuno dei due facesse parte delle classifiche, entrambe le versioni furono popolare nel programma Children’s Favourites.
Christopher Robin è allegro, compassionevole, avventuroso, amante del divertimento, fantasioso e disponibile. Nonostante sia un bambino, è molto più saggio e maturo di molti altri personaggi, ed è qualcuno che Pooh e gli altri ammirano. Nelle illustrazioni del libro, la sua casa appare come un albero cavo con una porta in cima alla foresta.

## Pimpi
Pimpi è un maialino (il nome originale Piglet significa porcellino in inglese). È interamente di colore rosa, più scuro nella parte centrale del corpo e più chiaro in viso e sulle braccia. Ha le orecchie più grandi rispetto alla grandezza della sua testa.
Molto dolce e sensibile, ha come migliore amico l'orsetto Winnie the Pooh, con cui gioca spesso all'aperto. Pimpi è molto ansioso ed abitudinario, ma soprattutto è molto pauroso e tende a spaventarsi molto facilmente; in tali occasioni è solito rifugiarsi sotto il suo letto. Pimpi vive da solo in un albero di ghiande all'interno del Bosco dei Cento Acri. È generoso con gli altri, ama dare una mano ai propri amici quando ne ha l'occasione (anche se spesso si sente inutile nei loro confronti a causa delle sue piccole dimensioni) ed è partecipe quando si tratta di aiutare qualcuno, cercando sempre di far valere le proprie opinioni e di dimostrare di essere più coraggioso di quanto sembri; per esempio ha preso parte alla spedizione per ritrovare Christopher Robin (in Winnie the Pooh alla ricerca di Christopher Robin), a quella per catturare l'efelante (in Winnie the Pooh e gli Efelanti) e a quella per catturare il presunto mostro Appresto (in Winnie the Pooh - Nuove avventure nel Bosco dei 100 Acri).

## Tigro
Tigro è un personaggio originariamente introdotto nel secondo libro di Pooh scritto da A. A. Milne, La strada di Puh. Nelle opere Disney ispirate alle opere di Milne, Tigro assunse in seguito un ruolo di primo piano; è protagonista di uno dei film della serie, T come Tigro... e tutti gli amici di Winnie the Pooh. Come suggerisce il suo nome, Tigro è una tigre. Ha un colore arancione intenso a strisce nere e una coda molto lunga su cui ama rimbalzare e saltella praticamente sempre, ogni volta che si sposta. Ama saltare addosso alle persone in segno di amicizia e ciò fa spesso arrabbiare il suo amico Tappo, con il quale Tigro a volte litiga per poi riconciliarsi sempre. Tigro, infatti, salta, con l'esuberanza che lo contraddistingue, nell'orto del coniglio rovinando le sue magnifiche colture. Ha un'espressione sempre simpatica, con il musetto giallo sotto un grande naso rosa. La sua esuberanza è nota a tutti i suoi amici, anche se non sempre tollerata, ad esempio, le frequenti crisi di nervi di Tappo. Tigro riesce tuttavia a non dare troppo peso a questo e a trovare sempre il modo per essere felice, e sono pochi i momenti in cui lo si vede triste, che sono anche gli unici momenti in cui non ride e cammina invece di saltare. Viene anche descritto come coraggioso e leale. A volte si finge un pirata, proprio come il cangurino Ro, il suo migliore amico.
Tigro è stato doppiato dal 1966 al 1999 da Paul Winchell. In seguito al ritiro dalle scene di quest'ultimo, il ruolo passa a Jim Cummings, già doppiatore di Winnie the Pooh. Dal 1983 al 1986, Tigro è stato doppiato da Will Ryan nella serie televisiva americana in live action Welcome to Pooh Corner, andata in onda su Disney Channel. Nel 2018 esce il film in tecnica mista Ritorno al Bosco dei 100 Acri e viene annunciato come voce di Tigro il comico Chris O'Dowd, ma in seguito alla negativa accoglienza da parte del pubblico nelle proiezione di test, viene reintegrato il doppiatore classico Jim Cummings. In italiano Tigro è stato doppiato da Renato Cortesi nel corto Troppo vento per Winny-Puh. In seguito verrà doppiato, nella serie Le nuove avventure di Winnie the Pooh, nel doppiaggio di Le avventure di Winnie the Pooh e Winnie the Pooh alla ricerca di Christopher Robin da Gil Baroni. Nel 1999, venne sostituito da Luca Biagini.

## Kanga
Kanga (nei libri Can) è un canguro femmina presente sia nei libri di Alan Alexander Milne che nei cartoni animati e nei fumetti della Walt Disney Productions. Molto dolce, comprensiva e disponibile, è la madre del piccolo Ro e la si vede spesso con il cangurino nel marsupio. Nei libri il nome di Kanga è Can, mutato dalla Disney in quello che oggi è il suo nome più usato; in origine il suo nome italiano, scelto da Roberto De Leonardis, era Cangu (che faceva il paio con Ro nel gioco di parole "Cangu"+"Ro"=Canguro, rispettando il gioco di parole analogo nell'originale inglese, cioè "Kanga"+"Roo"=Kangaroo), ma nelle versioni successive a quella di De Leonardis venne ripristinato il Kanga originale. Compare in ambedue i libri scritti da Milne su Winnie the Pooh: Winnie Puh e La strada di Puh. La sua prima apparizione è nel capitolo settimo di Winnie Puh quando si trasferisce nella Foresta con il suo piccolo Ro (nei libri Guro, infatti Can+Guro=Canguro). Compare in quasi tutti i film dedicati all'universo di Winnie the Pooh. Compare anche in alcuni videogiochi come personaggio non giocabile quali Winnie Pooh e le Pance Brontolanti.

## Ro
Ro (Roo in lingua originale), chiamato Guro nei romanzi, è un personaggio immaginario dell'universo di Winnie the Pooh. Insieme a Tappo, è protagonista di uno dei film della serie, Winnie the Pooh: Ro e la magia della primavera.Venne ideato da Alan Alexander Milne ed è caratterizzato come un piccolo canguro di pezza, chiamato da tutti "il piccolo Ro"; in realtà, l'essere considerato piccolo o definito come tale fa arrabbiare o intristire Ro più di ogni altra cosa. Ama saltellare e mangiare i biscotti preparati da sua madre e gli piace anche fare i bagni nel fango e fingersi un pirata. Va d'accordo con tutti gli abitanti del Bosco dei Cento Acri ed ha come migliori amici il tigrotto Tigro e, in un secondo tempo, anche l'efelante Effy. La prima apparizione cinematografica di Ro (Roo) insieme a sua madre Kanga è nel secondo cortometraggio, Troppo vento per Winny-Puh (Winnie the Pooh and the Blustery Day), pubblicato nel dicembre 1968. Successivamente il personaggio è comparso in tre cortometraggi, nove lungometraggi e quattro serie televisive.

## Ih-Oh
Ih-Oh (Eeyore, nei libri Isaia) è un personaggio che si trova sia nei libri originali di A. A. Milne che nei cartoni animati e fumetti Disney. È un vecchio asino blu, pessimista e depresso, amico di Winnie the Pooh. Sia il suo nome in lingua originale inglese sia il suo nome negli adattamenti italiani rappresentano, nelle rispettive lingue, le onomatopee tipicamente usate per il raglio dell'asino. Ih-Oh ha una lunga coda attaccata al resto del corpo con un chiodo; coda che perde facilmente. Nella prima apparizione, nel romanzo Winnie Puh, è Winnie a ritrovare la coda, che il gufo Uffa aveva scambiato per una corda di campana; in seguito Christopher Robin la riattacca all’asino. Nella versione Disney, la punta della coda è decorata da un fiocco rosa. Il suo cibo preferito sono i cardi, che mangia cucinati anche nei modi più strani. Si ritrova sempre a vivere in capanne di legno da lui stesso costruite, che spesso gli vengono distrutte involontariamente dai suoi amici. È apparentemente in grado di scrivere, o almeno riconoscere le lettere come la lettera A, che insegna a Pimpi nel quinto capitolo di La strada di Puh.
In italiano è stato doppiato da Luigi Pavese nel doppiaggio degli anni '60-'70, da Paolo Buglioni nel resto del franchise e da Leslie La Penna nel film del 2018 Ralph spacca Internet.

## Tappo
Tappo è un coniglio (di color marrone nei romanzi mentre nella versione Disney giallo nei film, verde nella serie animata) che vive in un tronco d'albero che ha come uscita sul retro il buco di una tana. Il suo nome originale è Rabbit, cioè "Coniglio"; viene infatti chiamato Coniglio nell'edizione italiana dei romanzi, mentre nella versione Disney è chiamato "Tappo". Insieme a Ro, è protagonista di uno dei film della serie, Winnie the Pooh: Ro e la magia della primavera.  Intorno all'albero dove vive ha un grande orto dove coltiva carote ed altri ortaggi. Ha anche una cassetta della posta con il suo nome ed un recinto tutt'intorno alla casa. È profondamente affezionato al suo orto e trascorre molto tempo lavorandoci, attività che lo porta ad uscire raramente di casa ricevendo i suoi amici più spesso di quanto non vada a trovarli. È un personaggio molto pratico, preciso e spesso anche un po' bisbetico, ama la pulizia, l'ordine e tende ad arrabbiarsi quando le cose non vanno secondo i suoi piani. Nonostante a volte si comporti in modo eccessivo ed egoista, ha un buon cuore ed è sempre pronto ad aiutare i propri amici, soprattutto nel ruolo di leader, a riconoscere i propri errori e porre rimedio ad essi. Spesso viene disturbato da Tigro che lo spazientisce saltandogli addosso e rovinando il suo orto. In italiano è stato doppiato nel primo doppiaggio dei primi due corti da Lauro Gazzolo, poi sostituito, dopo la morte, da Renato Cortesi nel terzo. A partire dagli anni '80 è stato doppiato da Valerio Ruggeri (con Mino Caprio e Ermavilo per la parte cantata) fino alla sua scomparsa avvenuta nel 2015, infatti nel film Ritorno al Bosco dei 100 Acri è doppiato da Oliviero Dinelli.

## Uffa
Uffa (nei romanzi Gufo) è un gufo che compare per la prima volta nel primo libro dello scrittore inglese A. A. Milne nel Quarto Capitolo quando l'Orso Pooh compie un viaggio fino al cuore del Bosco dei Cento Acri per chiedere consiglio a un gufo che si chiama Gufo per aiutare il suo amico Isaia (l'asino Ih-Oh). Milne descrive Uffa come la creatura più saggia e sapiente della foresta, a cui i suoi amici si rivolgono spesso per avere consigli su come comportarsi in determinate situazioni, anche è così sapiente da esprimersi in modo talmente forbito che spesso non si capisce quasi nulla di ciò che dice e, oltretutto, non sa scrivere molto bene se non del tutto. Nei film della Disney il nome di Gufo viene mutato in Uffa e svolge lo stesso ruolo di saggio che aveva nei racconti di A. A. Milne, con la differenza che ha una fissazione per i suoi parenti e antenati e in genere tende a parlare molto di più del previsto; spesso gli amici gli chiedono un semplice consiglio, ma lui, nel rispondere, inizia a sproloquiare e/o va completamente fuori tema, di conseguenza gli ascoltatori sono soliti andarsene via di nascosto mentre lui è così coinvolto dal suo monologo da non accorgersene. Non riveste un ruolo di importanza primaria ma è una figura essenziale nel mondo di Winnie the Pooh poiché colpisce molto il suo modo di esprimersi, anche quando si perde in sproloqui inutili. Compare in quasi tutti i film di Winnie Puh e nella serie: Le avventure di Winnie the Pooh e Le nuove avventure di Winnie the Pooh.
In italiano è stato doppiato da Giorgio Capecchi nel primo doppiaggio del primo corto, successivamente (a seguito della scomparsa di Capecchi, avvenuta nel 1968) da Corrado Gaipa nel primo doppiaggio del secondo corto e da Massimo Corvo in tutte le altre produzioni.

## De Castor
De Castor (Gopher) è un personaggio ideato dalla Walt Disney Productions e apparso per la prima volta nel cortometraggio del 1966 Winny-Puh l'orsetto goloso. È l'unico personaggio apparso solo nei cartoni Disney e non nei libri originali di A. A. Milne, cosa da lui sottolineata implicitamente nel film stesso tramite una battuta ("I'm not in the book, you know") non comprensibile nella versione italiana (dove tale frase è stata tradotta come "non sono sull'elenco"). De Castor è un geomide (benché in italiano venga definito un castoro e in francese, spagnolo, portoghese e rumeno una talpa)
che vive sotto-terra nel Bosco dei Cento Acri. Amico di tutti i personaggi del bosco, anche se spesso risulta scorbutico, ama molto lavorare e progettare gallerie sotterranee, di cui è molto esperto. Spesso, mentre è in superficie ed è di cattivo umore per qualche motivo, cammina velocemente senza guardare dove va e cade inavvertitamente in un buco da lui stesso scavato. Soffre di sigmatismo, uno dei molti tratti che ha in comune con il castoro di Lilli e il vagabondo a cui pare essere ispirato (entrambi i personaggi sono stati doppiati in italiano da Massimo Lodolo). In seguito alla sua prima apparizione nel corto Winny-Puh l'orsetto goloso, il personaggio riapparve brevemente nel successivo Troppo vento per Winny-Puh (1968) e quindi nel film di montaggio Le avventure di Winnie the Pooh (1977) che include i due corti citati e rimane ad oggi la sua ultima apparizione cinematografica. Dopo oltre dieci anni di assenza dagli schermi, De Castor ottenne un ruolo di maggior peso nella serie TV Le nuove avventure di Winnie the Pooh, con la voce di Michael Gough in sostituzione del doppiatore originario Howard Morris. Successivamente ha però ottenuto solo ruoli minori in special televisivi, film direct-to-video e videogiochi, mentre non è più apparso in film cinematografici o serie televisive (salvo che per dei camei in House of Mouse - Il Topoclub e Once Upon a Studio), la sua ultima apparizione nei film di Winnie the Pooh risale al 2002. Dagli anni duemila è apparso saltuariamente anche in fumetti di produzione danese. Il personaggio è stato doppiato in italiano da Sergio Tedesco in Winny-Puh l'orsetto goloso, da Massimo Lodolo dal 1989 al 1997 e successivamente da Edoardo Nevola.

## Efelanti
Un Efelante o Effalumpo (Heffalump) è una creatura simile ad un elefante. Gli Efelanti vengono menzionati, ma non appaiono, in Winnie Puh (1926) e La strada di Puh (1928), ed appaiono in seguito nel film d'animazione Le avventure di Winnie the Pooh (1977) e nella serie animata Le nuove avventure di Winnie the Pooh (1988-1991). Inizialmente i protagonisti li descrivono come creature mostruose e malvagie che rubano il miele e provocano danni come le Noddole, fino al film Winnie the Pooh e gli Efelanti (2005), nel quale gli Efelanti hanno un ruolo centrale, facendo scoprire che non sono affatto così brutti e cattivi e che anzi sanno essere molto gentili, giocosi ed amichevoli; l'unica cosa vera che gli abitanti del Bosco dei Cento Acri pensavano su di loro è che sono molto golosi di miele, anche se non lo ruberebbero mai. In questo film viene introdotto il personaggio di Eufrasio Bombetta Trombetta Efelante IV, detto Effy, un Efelante viola giovane, gentile e giocoso, che diventerà molto amico di Ro. Nel film compare anche la mamma di Effy, che lo stava cercando avendolo perso. Nella serie animata Le nuove avventure di Winnie the Pooh, compare un Efelante cattivo di nome Heff, molto stupido e codardo, nonché aiutante di Stan la Noddola. I due cercano sempre di rubare il miele, ma falliscono. Sempre nella serie, compare una famiglia di Efelanti, composta da papà Efelante, mamma Efelante e dal loro figlio Efelante Junior, il quale Effy ha preso ispirazione.

## Noddole
Una Noddola (Woozle) è una creatura simile ad una donnola. Viene immaginata dai protagonisti nel terzo e nono capitolo di Winnie-the-Pooh, dove si dice che le Noddole abitano in luoghi freddi e nevosi. Vengono menzionate per la prima volta quando Pooh e Pimpi volevano catturarne una, infatti loro presumevano che una di loro aveva lasciato delle tracce sulla neve che girano intorno ad un boschetto di larici (in realtà erano le tracce di Pooh e Pimpi). Le Noddole compaiono per la prima volta nel film d'animazione Le avventure di Winnie the Pooh (1977) e nella serie animata Le nuove avventure di Winnie the Pooh (1988-1991). Come gli Efelanti, anche loro rubano il miele, ma non si sa se sono buone o cattive. In Le nuove avventure di Winnie the Pooh, compaiono due Noddole cattive, cioè Stan, molto furtivo ed intelligente, nonché aiutante di Heff l'Efelante per rubare il miele (che però falliscono sempre) e Wooster, un alleato dei due che poi diventa buono.

## Altri media
I personaggi del franchise sono apparsi in altre produzioni Disney tra cui House of Mouse- Il Topoclub , i suoi speciali dedicati, Il bianco Natale di Topolino - È festa in casa Disney e Topolino & i cattivi Disney, nonché in Once Upon a Studio. 
Nella serie animata Dottoressa Peluche (2012-2020), trasmessa da Disney Jr. , nella puntata della quarta stagione " Nel Bosco dei Cento Acri!", i personaggi del franchise appaiono come ospiti. 
Un mondo basato sul film appare in Kingdom Hearts III. 